# Abulfeda (månekrater)
Abulfeda er et gammelt nedslagskrater på Månen, som ligger i det centrale højland på Månens forside. Det er opkaldt efter den kurdiske prins og historiker Ismael Abul-fida (1273-1331).
Navnet blev officielt tildelt af den Internationale Astronomiske Union (IAU) i 1935. 

## Omgivelser
Nordøst for Abulfeda ligger Descartes krateret, mod syd-sydøst Almanon krateret og mod nord krateret Dollond. En kæde af kratere med navnet Catena Abulfeda strækker sig mellem den sydlige kant af Abulfeda og den nordlige kant af Almanon og forsætter derpå 210 kilometer længere over Rupes Altai. 

## Karakteristika
Både syd- og nordøstsiden af kraterranden er overstrøet med mange småkratere. Den indre væg er betragtelig bredere i den østlige siden, og udflydende og nedslidt mod nord. Kraterbundens overflade er blevet fornyet, enten fra udkastninger fra Mare Imbrium eller af basaltisk lava, og den er relativt jævn og uden særlige træk. Krateret har ingen central midterforhøjning, så den kan være blevet begravet. De indre sider synes at være blevet en del udjævnet, mest sandsynligt som følge af mindre nedfald og seismiske rystelser fra andre nedslag i nærheden.

## Satellitkratere
De kratere, som kaldes satellitter, er små kratere beliggende i eller nær hovedkrateret. Deres dannelse er sædvanligvis sket uafhængigt af dette, men de får samme navn som hovedkrateret med tilføjelse af et stort bogstav. På kort over Månen er det en konvention at identificere dem ved at placere dette bogstav på den side af satellitkraterets midte, som ligger nærmest hovedkrateret. Abulfedakrateret har følgende satellitkratere:
| Abulfeda | Bredde  | Længde  | Diameter |
| -------- | ------- | ------- | -------- |
| A        | 16,4° S | 10,8° E | 14 km    |
| B        | 14,5° S | 16,4° E | 15 km    |
| BA       | 14,6° S | 16,8° E | 13 km    |
| C        | 12,8° S | 10,9° E | 17 km    |
| D        | 13,2° S | 9,5° E  | 20 km    |
| E        | 16,7° S | 10,2° E | 6 km     |
| F        | 16,2° S | 13,0° E | 13 km    |
| G        | 13,1° S | 9,0° E  | 7 km     |
| H        | 13,8° S | 9,6° E  | 5 km     |
| J        | 15,5° S | 10,0° E | 5 km     |
| K        | 14,9° S | 10,6° E | 10 km    |
| L        | 14,1° S | 10,7° E | 5 km     |
| M        | 16,2° S | 12,1° E | 10 km    |
| N        | 15,1° S | 12,2° E | 14 km    |
| O        | 15,4° S | 11,2° E | 7 km     |
| P        | 15,5° S | 11,5° E | 5 km     |
| Q        | 12,8° S | 12,3° E | 3 km     |
| R        | 12,8° S | 13,0° E | 7 km     |
| S        | 12,2° S | 13,3° E | 5 km     |
| T        | 14,8° S | 13,8° E | 7 km     |
| U        | 13,0° S | 13,8° E | 6 km     |
| W        | 12,5° S | 13,9° E | 5 km     |
| X        | 15,0° S | 14,0° E | 6 km     |
| Y        | 12,8° S | 14,1° E | 5 km     |
| Z        | 14,7° S | 15,2° E | 5 km     |

## Måneatlas
- Billeder af Abulfedakrateret i LPI-måneatlasset